# Ciudad Juárez-i csata
A Ciudad Juárez-i csata 1911. május 8. és 10. között zajlott és a mexikói forradalom kezdeti szakaszának legjelentősebb ütközete volt, amelynek során a Francisco Ignacio Madero, Pascual Orozco és Pancho Villa vezette forradalmárok elfoglalták a Díaz-kormányhoz hű erők által őrzött várost.
A forradalmárok csapatai április elején indultak el Chihuahua állam belsejéből az északi határ mentén fekvő Ciudad Juárez irányába, ahova megérkezve nem támadtak azonnal, hanem letáboroztak. Hamarosan béketárgyalások kezdődtek a maderisták és a Mexikóvárosból érkező kormányküldöttek között, ahol megegyeztek egy (később ismét meghosszabbított) tűzszünetben. A felkelők közül azonban többen, főként Orozco és Villa, egyre türelmetlenebbekké váltak, majd amikor Madero május elején úgy döntött, mégsem támadják meg a várost, szembeszegültek vele, és 8-án lövöldözést provokáltak, ami után végleg megállíthatatlanná váltak az elszabadult indulatok.
Bár a védők fegyverzete és katonai képzettsége is jócskán felülmúlta a támadókét, létszámuk és lelkesedésük azonban alacsonyabb volt. A néhány kisebb csoportra oszló forradalmárok több irányból kerítették be a várost, és házról házra haladva közeledtek a később egyetlen épületbe visszahúzódó kormányerők bázisához. Voltak, akik a házak tetejéről lövöldöztek, mások a vályogfalakat áttörve haladtak előre. Május 10-én a szövetségiek megadták magukat. A veszteségekről nagyon ellentmondóak az adatok, valószínűleg mindkét oldalon legfeljebb néhány száz halott és sebesült lehetett összesen.
Bár a győztes csata után a forradalom táborának békéjét belső ellentétek veszélyeztették (szembe került egymással Madero és az Orozco–Villa páros), végül úgy-ahogy sikerült elcsitítani a viszálykodást, május 17-én pedig már közös ünnepséget is rendeztek a győzelem alkalmából. 21-én a kormány az országos folyamatok és a Ciudad Juárez-i csatavesztés eredményeképpen arra kényszerült, hogy aláírja a Díaz elnök és Ramón Corral alelnök távozását kimondó Ciudad Juárez-i egyezményt.

## Előzmények
A Porfirio Díaz kormányának megdöntéséért hónapok óta zajló mexikói forradalom legfontosabb eseményei az északi Chihuahua államban zajlottak. Itt harcolt többek között Pascual Orozco és Pancho Villa, valamint itt lépte át a mexikói határt az Amerikai Egyesült Államokból hazatérő Francisco Ignacio Madero, az egész forradalom kirobbantója. 1911 tavaszán úgy döntöttek, nem az állam fővárosát, Chihuahuát támadják meg, hanem az északi határ mentén fekvő Ciudad Juárezt, mivel úgy gondolták, a határ közelsége miatt arrafelé könnyebben juthatnak (az Egyesült Államokból csempészett) fegyverhez és lőszerhez. A mintegy 2000 főnyi forradalmár 1911. április 7-én, igen hideg időben indult észak felé az állam belsejéből.

### Készülődés a támadásra
Elsőként Raúl Madero emberei érkeztek meg a városhoz, majd április 16-án Villa is. 20-án, hogy lovaikat itatni tudják, a várostól északra, a Río Bravo del Norte mexikói partján létesítették első táborhelyüket, az USA-beli Smelter nevű olvasztótól délre. A készülődő csatára számos bámészkodó civil volt kíváncsi, főként az amerikai oldalon, ahol egy olyan szállodai hirdetés is megjelent, amely igazán egyedülálló lehetőséget kínált: „Ez az egyetlen hotel a világon, amely vendégeinek biztonságos és kényelmes helyet biztosít a mexikói forradalom megfigyelésére”.
Amikor a felkelők már letáboroztak, a várost védő szövetségi hadsereg katonái várakozó álláspontra helyezkedtek. Francisco I. Madero üzenetet írt a védők vezetőinek, Juan N. Navarrónak, amelyben udvarias stílusban megkérte, adja fel a várost, ám Navarro erre nem volt hajlandó.
A védők létszáma 675–800 körül volt, Mauser puskáik mellett két aknavetővel és egy géppuskával rendelkeztek. A forradalmárok létszáma ekkorra már mintegy 3000–3500 fősre bővült, de a korábban elesett katonáktól zsákmányolt Mauserek mellett többségüknek csak rövidebb hatótávolságú  fegyverei voltak, ráadásul nagy részük katonailag képzetlen, szinte fegyelmezhetetlen lázadóként csatlakozott a felkelőkhöz. Emellett ruházatuk is igen rossz állapotban volt.
Madero főhadiszállását a várostól néhány kilométerre található Casa de Adobe („vályogház”) nevű háznál rendezte be: ez egy kétszobás kunyhóféleség volt, amelyet hamarosan nemzeti zászlókkal díszítettek fel. Híressé attól vált, hogy rengeteg fénykép készült az előtte álló forradalmárokról. A táborozó csapatok liszttel, cukorral, kávéval, kukoricával és szarvasmarhával való ellátására Villa négy, egyenként 25 lóból álló konvojt szervezett.

### Béketárgyalások
Már április 20-án megérkezett a helyszínre a kormány küldöttsége Oscar Barniff és Toribio Esquivel Obregón személyében, akiket Díaz megbízásából José Yves Limantour gazdasági miniszter küldött azért, hogy békekötésről tárgyaljanak Maderóval. Navarro azonban még azt sem tudta, hol táborozik Madero serege, ezért először rossz helyre küldte a követeket. 23-án végül a sokat bizonytalankodó Madero úgy döntött, beleegyezik egy ideiglenes tűzszünetbe. Az eredetileg 27-ig tervezett, de később meghosszabbított fegyvernyugvás idején a forradalmároknak volt idejük még több élelmiszert, gyógyszert és takarmányt beszerezniük sőt, mivel a folyó vize igen szennyezett volt, hordókban ivóvizet is hozattak. Emellett lucernásládákban pisztolyokat és lőszert is csempésztek az Egyesült Államokból. Bár a kormány küldöttei megígérték, hogy ha a forradalmárok leteszik a fegyvert, akkor Ramón Corral alelnök kész lemondani, négy minisztert a maderisták nevezhetnek ki, a hadsereg kivonul Chihuahua, Coahuila és Sonora államokból, valamint azokban az államokban, ahol felkelés tört ki, ideiglenesen új kormányzókat neveznek ki, a forradalmárok közül sokan mégis bizalmatlanul szemlélték Madero tárgyalásait.

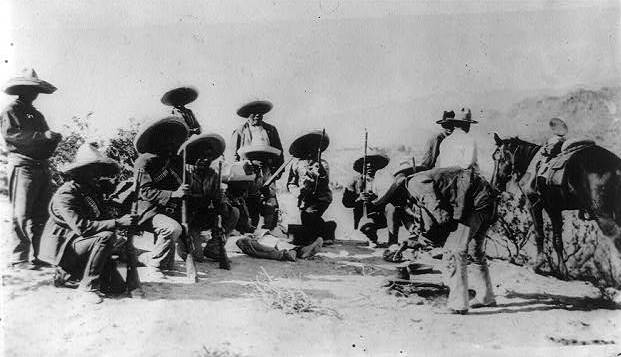
A kép valószínűleg a Ciudad Juárez mellett táborozó forradalmárokról készült

Maderót másik irányból is érték kritikák: többen szóvá tették, hogy olyan bűnözőkkel mutatkozik együtt, mint a hosszú éveken át rablások és gyilkosságok sorát elkövető Pancho Villa. Ezért 24-én Madero közzétett egy írást az El Paso Morning Times című újságban, amelyben Villa védelmére kelt, és bizonygatta, hogy Villa csak azért tért a bűn útjára, mert amikor fiatal volt, egy földbirtokos meg akarta erőszakolni a húgát, és csak a lány becsületét védte azzal, hogy rátámadt a birtokosra.
A tűzszünetet hamarosan újabb 8 nappal meghosszabbították, de annak ellenére, hogy például 26-án egy, a hadseregből korábban megszökött Trinidad Concha nevű, El Pasóban letelepedett zenész átlátogatott a maderistákhoz és zenélt az egybegyűlteknek, vagy hogy május 5-én ünnepséget tartottak a Pueblai csata évfordulója alkalmából, a hangulat egyre romlott a forradalmárok táborában. Felszerelésben és pénzben is egyre inkább hiányt szenvedtek. Az sem sokat segített, hogy 27-én Madero elkezdett rangokat „osztogatni”: Orozcót például a legmagasabb, general brigadier rangra emelte, és kinevezett többek között 6 ezredest is. Ráadásul egyre több személyes ellentét is kialakult a forradalmárok táborán belül, így például Villa és Peppino Garibaldi (Giuseppe Garibaldi olasz hazafi unokája) között is. Maderónak személyesen kellett közbenjárnia, hogy kibéküljenek.
A feszült helyzetben Madero sokat tétovázott, és ellentmondásosan cselekedett. Május 6-án kijelentette, hogy megtöri a fegyverszünetet, és elhatározta, hogy támadni fog, de azt is figyelembe véve, hogy az Amerikai Egyesült Államok nem nézné jó szemmel, ha a közvetlen szomszédjában harcok dúlnának, úgy döntött, mégsem Ciudad Juárezt támadják meg. Parancsot adott, hogy készülődjenek a délre való induláshoz, de másnap többekhez is olyan parancs jutott el, hogy Sonora felé induljanak. 7-én nyilvánosságra került Díaz elnök kiáltványa, amit azonban különböző csoportok különbözőféleképpen értelmeztek: volt, akik szerint a leírtakból az olvasható ki, hogy Díaz hajlandó lemondani, mások pont ennek ellenkezőjét látták benne. Többeknek elege lett ebből a bizonytalanságból és a visszavonulásból, ezért Orozco bejelentette, Maderóval szembeszegülve 8-án megtámadja a várost.

## A csata
Május 8-án már a reggeli-délelőtti órákban eldördült néhány lövés, de délután fél egykor Madero igyekezett megnyugtatni tárgyalópartnereit, hogy ez csak véletlen volt. Orozco és Villa azonban Madero tiltakozása ellenére úgy döntött, néhány újabb lövéssel kiprovokálja a csatát. Amikor délután valóban elkezdődött az újabb lövöldözés, Orozco és Villa, hogy eltitkolják felelősségüket, már a határ túloldalán, El Pasóban tartózkodott, egy fénykép tanúsága szerint még fagyiztak is. (Bár lehet, hogy a kép valójában nem pont ekkor készült.) Először a sonorai különítmény két embere, majd Reyes Robinson kapitány vezetésével újabb 15 felkelő közelítette meg az ellenséget. Ők a folyó partján haladva értek el a Molino de Montemayor malomhoz, ahol szembekerültek a szövetségiek 20. számú zászlóaljának néhány katonájával. Mindeközben forradalmárok kis csoportjai nyugati irányból is elkezdtek beszivárogni a városba.

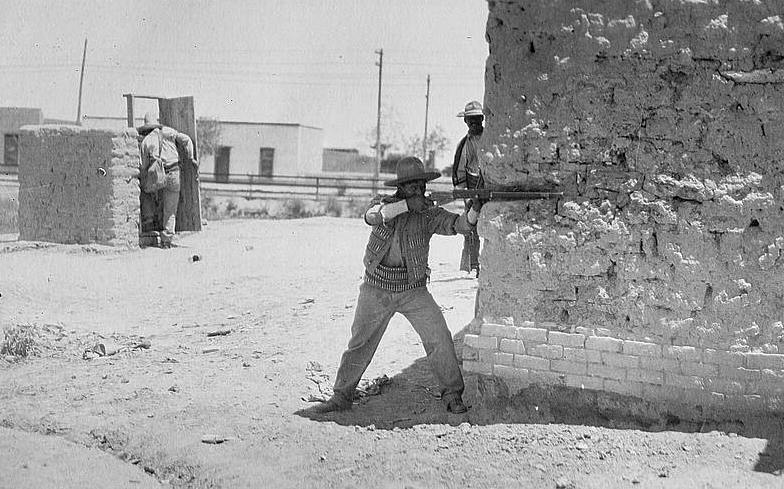
Utcai harc a városban

Amikor Madero megtudta, mi történik, arra szólította fel embereit, ne lőjenek tovább. Fehér zászlós küldötteket menesztett Navarróhoz, akitől tűzszünetet kért, aki egyetértett ugyan vele, de hozzátette: nem nekik kellene beszüntetni a harcot, hanem Madero embereinek. Sokan azonban nem engedelmeskedtek Madero felszólításának, és folytatták a behatolást. A délről a folyóparton tartózkodó forradalmárok irányába tüzelő kormányerők néhány lövedéke az Amerikai Egyesült Államok területén csapódott be, néhány civilt megsebesítve. Néhány óra múlva Orozco és Villa taxival visszaérkezett a mexikói oldalra, majd a Casa de Adobe közelében találkoztak Maderóval, aki számonkérte rajtuk a történteket. Villa azonban kijelentette, hogy most már lehetetlen megfékezni az indulatokat. Aznap este végül Madero is belátta, hogy nem tehet mást, most már folytatni kell a harcot.
Mivel néhány lövedék továbbra is átlépte az országhatárt, az ottani védelmi erők vezetője, Steaver ezredes, ultimátumot intézett a harcoló felekhez, amelyben kijelentette, hogy ha ez ismét megtörténik, kénytelen lesz közbeavatkozni. Erre végül nem került sor. Éjfélkor Navarróhoz érkezett Roque González Garza, a maderisták követe, aki már nem tűzszünetet, hanem megadást követelt, ám ezt ők nem teljesítették. Éjjel fél háromkor Orozco megkapta Madero beleegyezését egy általános támadás megindításához. Több, néhány száz fős csoportra oszolva, több irányból bekerítve a szövetségieket kezdték megközelíteni a város belső részeit. Villa délről indult el 650 emberével, ám amikor géppuskatűz állta útjukat, visszahúzódtak a vasútállomáshoz, ahol vasúti talpfákból építettek maguknak barikádot, majd a közeli iskolát vették tűz alá, ahol a kormányerők meghúzódtak.
A következő órák során zűrzavarossá vált a helyzet városszerte, mindenfelé lövöldözések hallatszottak. Az emberek sokszor az utcasarkokon, a falak védelmében állva lőttek ki a sarok mögül derékszögben, nem is látva, hogy pontosan mire céloznak. Sokan felmásztak és lehasaltak a házak lapos tetőire, de a szövetségiek a központban található magasabb épületeket is megszállták. A forradalmárok egy csoportja egy építkezésen 300 hegyes vasrudat talált, amelynek segítségével a vályogházak falait is átfúrták, és így haladtak előre házról házra a nyílt utca helyett. Több házban találtak gitárokat, amiken játszani kezdtek, de beindítottak gépzongorákat és egy fonográfot is. Ezekben az órákban kifosztották Navarro házát is. A szemben álló felek időnként szavakkal is provokálták egymást: a város védői a forradalmárokat lázadó marhatolvajoknak nevezték, amire ők a száz évvel ezelőtti mexikói függetlenségi háborút kirobbantó doloresi kiáltásból ismert „Halál a rossz kormányra!” felkiáltással válaszoltak. Mindeközben az amerikai vöröskereszt folyamatosan összegyűjtötte mindkét oldal sebesültjeit az utcákról, és El Pasóba szállította őket.
Míg a forradalmárok időről időre visszatértek főhadiszállásukra, hogy élelmet vegyenek magukhoz, a körbezárt kormányerőknek, akikkel a civil lakosság is ellenségesen viselkedett, elfogyott az ellátmánya, ráadásul egy maderista szabotázsakció miatt a város vízellátása is megszűnt, ami a nagy forróságban különös gondot jelentett. Villa 9-én estére elfoglalta az iskolát, Orozco és Garibaldi pedig a város északi részét, majd a bikaviadalok terét is. Másnap reggel a maderisták újabb rohamot indítottak, a védők a 15. zászlóalj addigi laktanyájában csoportosultak. Dél körül megjelent a fehér zászló az egyik ablakban: a szövetségiek megadták magukat. Hamarosan Villa elrendelte, hogy elkerülendő a magukat megadott katonák lakossággal történő észrevétlen elvegyülését, vetkőztessék őket alsónadrágra, és vonuljanak át a városi börtönbe. Ennek a különös menetnek is számos kíváncsiskodó nézője akadt.

### Halottak és sebesültek
A halottak és sebesültek számáról a különböző források rendkívül eltérő adatokat közöltek. Navarro egy hónappal a csata után azt állította, az ő oldalán 35 halott és 37 sebesült volt, míg a maderisták 400 embert vesztettek és 200-an sérültek meg közülük. Abraham González ezzel szemben azt közölte, a szövetségiek táborából 100-an haltak meg és 137 sebesültjük volt, a forradalmárok közül viszont mindössze 15-en vesztették életüket 50 sebesült mellett. Az El Pasó-i sajtó mindkét oldal halottjainak és sérültjeinek számát 300–300 főre tette.

## A csata utáni helyzet
Amint befejeződött a csata, Villa tömegsírt ásatott a temetőben, José Muñiz pékségében pedig nagy mennyiségű kenyeret süttetett mind saját embereinek, mind a foglyoknak. Azt viszont nem tudták elkerülni a vezérek, hogy a forradalmárok egyes csoportjai fosztogatásba kezdjenek az elfoglalt városban.

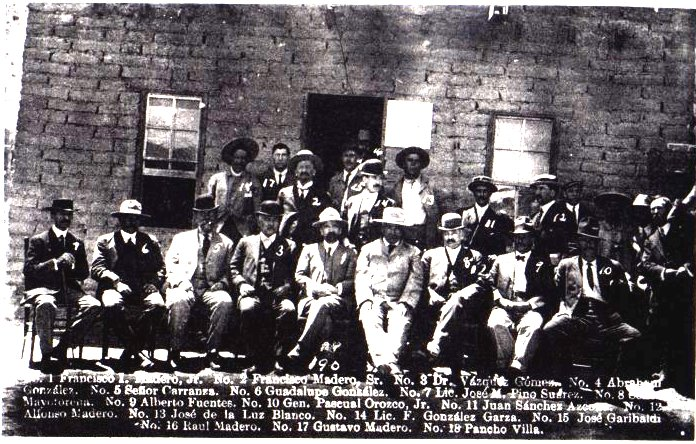
A győztes forradalmárok fényképe. A felső sor bal oldalán Pancho Villa és Gustavo Adolfo Madero, lent balról a harmadik Venustiano Carranza, az ötödik Francisco Ignacio Madero, a jobb szélen Pascual Orozco

Madero néhány nappal a győzelem után a San Luis-tervnek megfelelően megalakította saját kormányát, amelyet az USA szinte azonnal el is ismert. A forradalmárok által leginkább kifogásolt döntése az volt, hogy hadügyminiszterévé azt a Venustiano Carranzát nevezte ki, aki egyáltalán nem rendelkezett katonai tapasztalatokkal, a csatában sem vett részt, egész idő alatt El Pasóban tartózkodott. A kenyérsüttetés ellenére súlyos problémát jelentett a csapatok ellátása: egyre többen éheztek, ezért Orozco és Villa találkozót kezdeményezett Madero „elnökkel”. 12-én délelőtt került sor a találkozóra, ahova a két vezér több tucat fegyveres társaságában érkezett, Maderót pedig Abraham González mellett Máximo Castillo vezette kísérete követte.
Hogy pontosan mi történt a találkozón, azt ahány leírás van, annyiféleképpen mondják el. Annyi bizonyos, hogy heves viták támadtak, majd lökdösődés kezdődött, végül előkerültek a pisztolyok, és azokkal kezdték egymást fenyegetni. Van olyan leírás is, miszerint Villa emberei rátámadtak Maderóra, akit azonban Orozco megvédett, de valószínűbb, hogy Orozco akarta foglyul ejteni Maderót. Ő azonban félrelökte az útjában álló Villát, majd felmászott egy vasúti kocsi tetejére, és az egybegyűlt fegyveresekhez kezdett szónokolni. Békét sürgetett, és azt ígérte, azonnal rendezi a helyzetet, lesz elég élelem és ruha. Magának Orozcónak két tisztje kényszerítette arra Orozcót, hogy fogjon kezet Maderóval. A pisztolyokat eltették. Pár pillanattal később Madero aláírt egy 40 000 pesós csekket, abból a célból, hogy élelmiszert vásároljanak El Pasóban. Néhány nappal később Maderónak egy olyan írása került nyilvánosságra, amelyben kijelentette, hogy bár valóban volt Orozcóval egy viszonylag heves konfliktusa, valójában sosem kételkedett Orozcónak az ő „kormányához” való hűségében. Orozco a következő szavakkal reagált: „Egységünk elpusztíthatatlan.” Május 17-én éjjel, feledve az előző napok feszültségeit, már egy ünnepséget is tartottak a győzelem örömére.
Bár a forradalmárok közül sokan azt követelték, a legyőzött Navarrót azonnal ítélje el egy hadbíróság, Madero attól félve, hogy emberei meglincselik a foglyot, úgy döntött, szabadon engedi, azzal a feltétellel, hogy El Pasón keresztül Amerikába távozik, és becsületszavát adja, hogy ott is a maderisták hadifoglyának fogja magát tekinteni.
A béke azonban valójában mégsem volt olyan „szent”, mint kívülről látszódott. Maderónak többen azt sugallták (például a búr Benjamin Viljoen), hogy Villa veszélyes ember, ezért el kellene távolítani a forradalmárok seregéből. Ezért Raúl Madero közbenjárásával sort kerítettek egy Francisco Madero és Pancho Villa közötti találkozóra, ahol Madero felajánlott 25 000 pesót azért cserébe, ha Villa elhagyja a sereget. Ő ezt az ajánlatot elutasította, de Madero ahhoz mindenképpen ragaszkodott, hogy szolgálatait mégis legalább valamennyi pénzzel meghálálja. Végül Villa 11 500 pesót fogadott el, amelynek egy részéből később 1500 hektoliter kukoricát vásárolt, és szétosztotta a San Andrés-i hadiözvegyek között.

### Porfirio Díaz lemondása
A Ciudad Juárez-i események mellett országszerte zajlott a forradalom. Összesen 26 államban törtek ki felkelések, ráadásul Emiliano Zapata seregei délről már Mexikóvárost fenyegették, így a kormány arra kényszerült, hogy május 21-én megkösse a Ciudad Juárez-i egyezményt, amelynek értelmében Díaz és alelnöke, Ramón Corral lemondott, egy új választás megtartásáig ideiglenes elnöknek pedig Francisco León de la Barrát nevezték ki.